# Mazda RT24-P
Der Mazda RT24-P war ein Prototyp, der 2016 bei Multimatic Motorsports für Sportwagenrennen entwickelt wurde.

## Entwicklungsgeschichte und Technik
Der Mazda RT24-P war eine Weiterentwicklung des Riley Mk.XXX, eines LMP2-Prototyps, der ebenfalls bei Multimatic entstand. Ab der Saison 2017 gab es im Sportwagensport ein neues LMP2-Reglement, das Einheits-Chassis verschrieb. Das Joint Venture von Multimatic und Riley Technologies zählte neben Ligier Automotive (früher Onroak Automotive), Dallara und Oreca zu den ausgewählten vier Herstellern des Automobile Club de l’Ouest. Die Bestellungen der Riley-Chassis blieben weit hinter den Erwartungen zurück. Nur der US-amerikanische Rennfahrer Ben Keating kaufte ein Fahrgestell, mit dem er die Rennen der FIA-Langstrecken-Weltmeisterschaft 2017 bestritt. Multimatic gab das Projekt auf und übernahm die Riley-Basis für den Bau des RT24-P. Veränderungen betrafen sowohl den vorderen als auch den hinteren Teil des Wagens. Es gab vergrößerte Radkästen und ein neues Bremssystem. Die Aerodynamik wurde nach ausgiebigen Windkanaltests in vielen Details angepasst. Hinzu kamen eine neue Finne und ein verbesserter Heckflügel.
Da der Mazda-Vierzylinder-Turbolader in seinen Abmessungen annähernd dem Achtzylinder-Gibson-Triebwerk des Riley entsprach, waren am Fahrgestell keine nennenswerten Umbauten nötig. Im Herbst 2017 wurde nach ausgiebigen Testfahrten auf dem Hockenheimring Baden-Württemberg das Fahrzeug komplett überarbeitet. Die Kosten betrugen laut Multimatic 1.000.000 US-Dollar.

## Renngeschichte

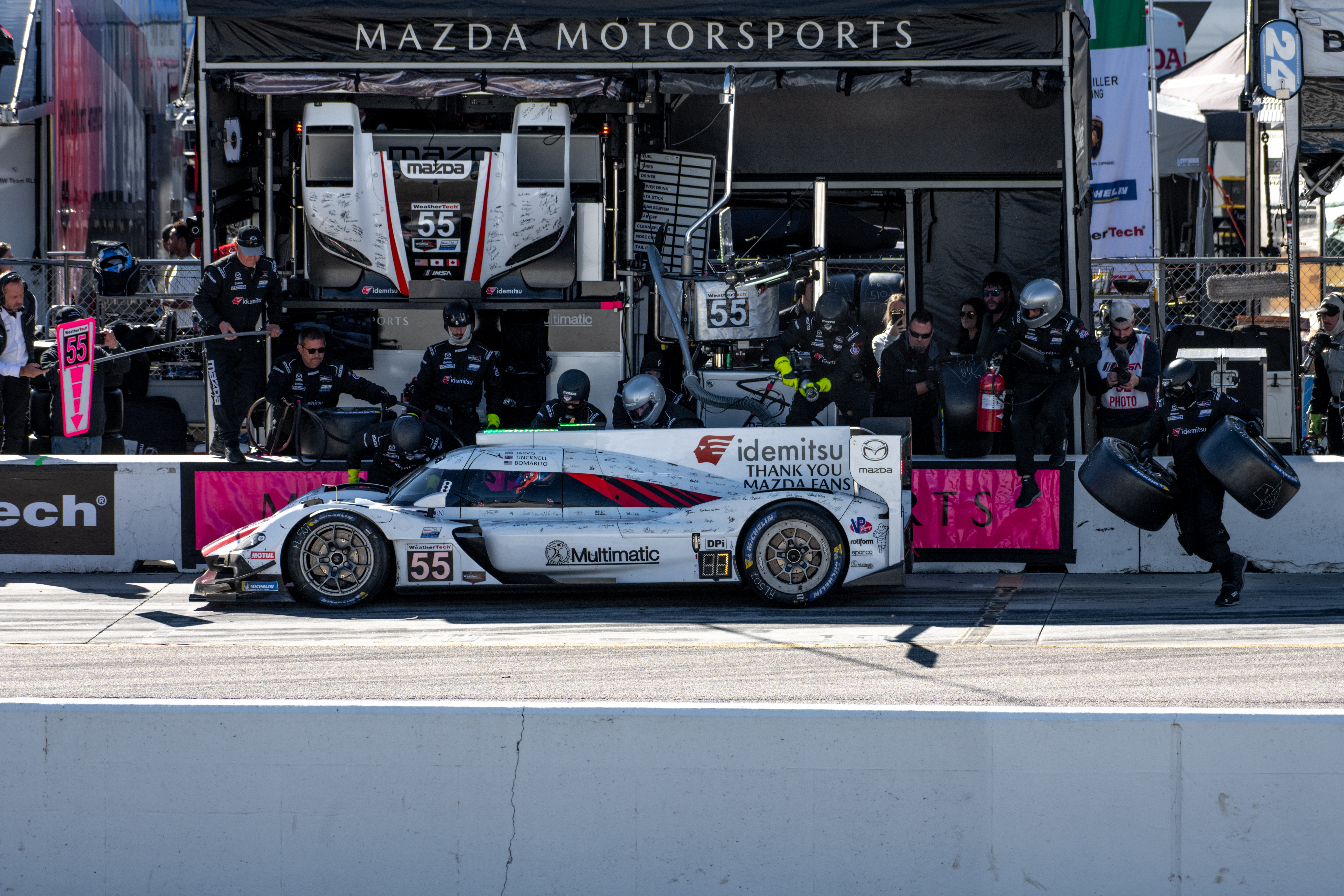
Letzter Renneinsatz; Mazda RT24-P von Oliver Jarvis, Harry Tincknell und Jonathan Bomarito beim Petit Le Mans 2021

Der Mazda RT24-P gab sein Renndebüt beim 24-Stunden-Rennen von Daytona 2017, dem ersten Wertungslauf der IMSA WeatherTech SportsCar Championship 2017. Mazdaspeed meldete zwei Fahrzeuge, die der US-amerikanische Rennstall SpeedSource einsetzte. Beide Wagen fielen im Rennen aus und in der ersten Saisonhälfte blieben die Ergebnisse weit hinter den Erwartungen der Mazda-Motorsportabteilung zurück. Obwohl Tristan Nunez und Jonathan Bomarito beim 1:40-Stunden-Rennen von Long Beach den dritten Gesamtrang einfuhren und diese Platzierung bei den Rennen in Detroit und Watkins Glen (mit Spencer Pigot als drittem Piloten) wiederholten, kündigte Mazdaspeed Anfang Juli 2017 den Vertrag mit SpeedSource mit sofortiger Wirkung.
Die Renneinsätze übernahm Joest Racing. Das deutsche Rennteam war nach dem Ende der Zusammenarbeit mit Audi Sport auf der Suche nach einem neuen Betätigungsfeld bei Mazda fündig geworden. Die Techniker von Joest waren federführend an den Verbesserungsarbeiten beteiligt, sodass der RT24-P zum konkurrenzfähigen Rennwagen wurde. Siege blieben jedoch weiterhin aus. Beste Platzierungen 2018 waren der zweite (Oliver Jarvis/Lucas di Grassi/Tristan Nunez) und dritte Gesamtrang (Jonathan Bomarito/Spencer Pigot/Marino Franchitti) beim Petit Le Mans. Der erste Rennsieg folgte 2019 mit dem Erfolg von Jonathan Bomarito, Olivier Pla und Harry Tincknell beim 6-Stunden-Rennen von Watkins Glen. Zu einem Meisterschaftserfolg führte auch die Zusammenarbeit mit Joest nicht. 2019 beendete das Team an der dritten Stelle, 2020 an der Zweiten der Endwertung.
Das letzte Rennjahr hatte der RT24-P 2021. Nach dem Ende der Kooperation mit Joest Racing setzte Mazda zwei Wagen in Eigenregie ein. Sieben Rennsiege gelangen mit dem Wagen. Wichtigster Erfolg war der Gesamtsieg beim 12-Stunden-Rennen von Sebring 2020 und der letzte beim abschließenden Einsatz, dem Petit Le Mans 2021.